# 북동인도

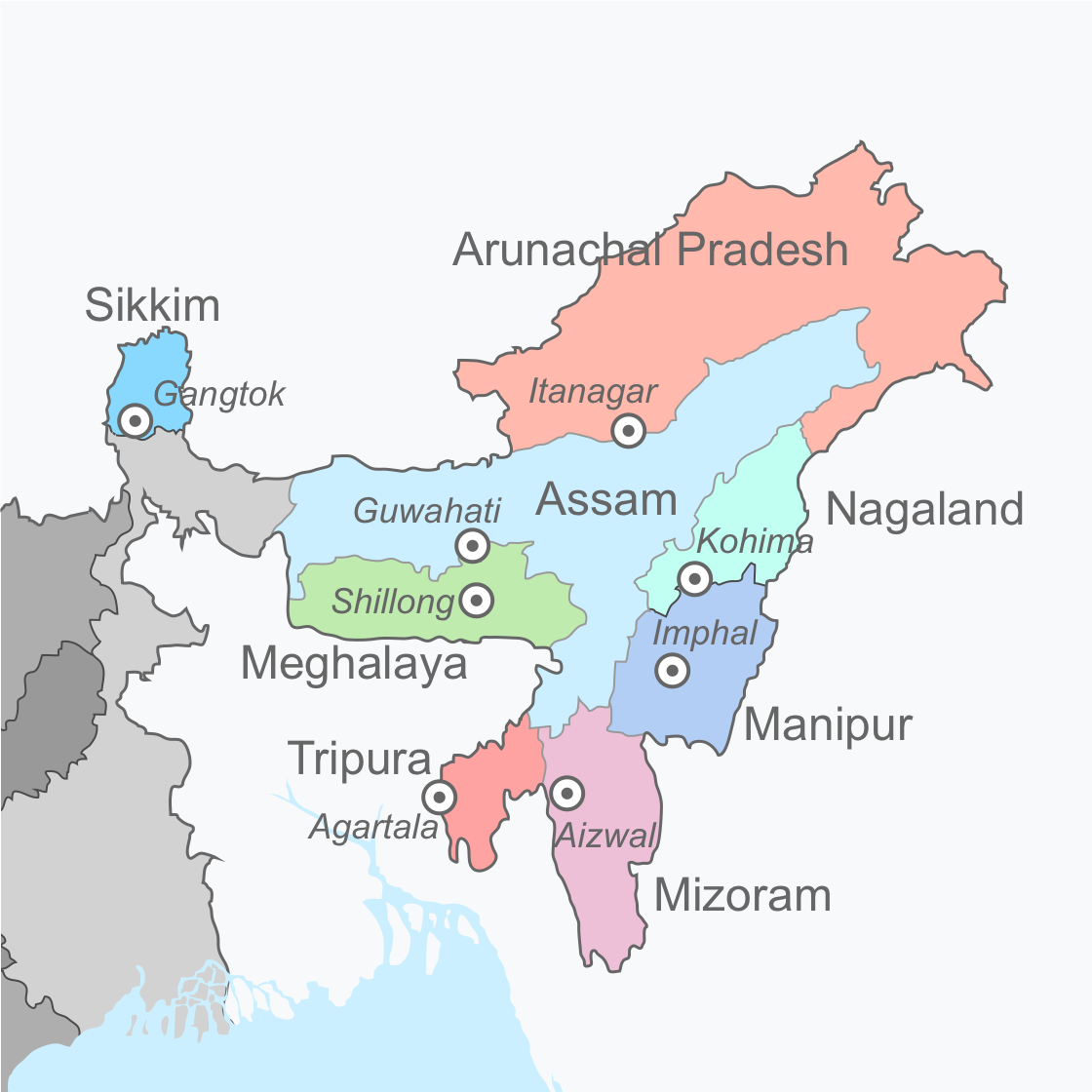
북동인도

칠자매주

북동인도(Northeast India)는 인도의 지리적 북동부 지역을 가리키는 말이다. 인구는 38,857,769명이다. 시킴주와 칠자매주(아루나찰프라데시주, 아삼주, 마니푸르주, 메갈라야주, 미조람주, 나갈랜드주, 트리푸라주)를 말하며 서벵골주의 실리구리 회랑으로 나머지 인도와 연결된다.
평지에는 인도 본토처럼 인도아리아인 계통의 사람들(아삼인, 벵골인)이 많이 살고 있으나, 산지에는 소위 산악 민족으로 불리는 수많은 토착 원주민족들이 살고 있다. 이들은 언어적, 문화적으로 다양성이 높으며 대부분 티베트버마 계통의 민족으로서 인종적으로 동아시아인에 가까운 편이다. 이 산악 부족들은 대부분 영국이 이 지역을 식민화하기 전까지 외부와 거의 교류가 없던 집단인데, 많은 경우 식민시대에 선교사들의 영향으로 기독교로 개종하였다. 이처럼 인도의 다른 지역들과는 정체성이 크게 이질적이므로 인도 독립 초기부터 이들은 각자의 독립국을 세우기 위한 투쟁 운동을 지속해오고 있다. (북동인도 반란)

## 접경국
- 중국의 티벳
- 네팔
- 부탄
- 방글라데시
- 미얀마

## 같이 보기
- 테니스 코트 전투
- 동인도
- 북인도
- 남인도
- 중앙인도
- 서인도
- 인도의 행정 구역